# 拉沃利讷迪乌
拉沃利讷迪乌（法語：Laveline-du-Houx，法語發音：[lavlin dy u] ⓘ）是法国大東部大區孚日省的一个市镇，属于埃皮纳勒区。

## 地理
拉沃利讷迪乌（48°8'14"N, 6°42'0"E）面积8.21 平方千米，位于法国大東部大區孚日省，该省份为法国东北部内陆省份，北起默兹省和默尔特-摩泽尔省，西接上马恩省，南至上索恩省和贝尔福地区省，东临上莱茵省和下莱茵省。
与拉沃利讷迪乌接壤的市镇（或旧市镇、城区）包括：博梅尼勒、尚德赖、福孔皮埃尔、菲梅尼勒、埃佩尔蒙、瑞萨吕、沃洛涅河畔莱庞日、拉讷沃维尔-德旺莱庞日、雷欧帕勒、唐东。

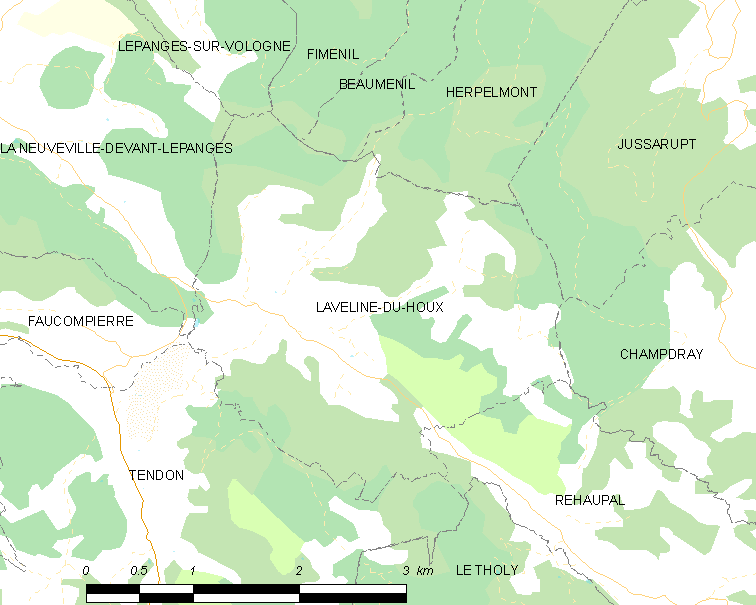
拉沃利讷迪乌的OSM定位图

拉沃利讷迪乌的时区为UTC+01:00、UTC+02:00（夏令时）。

## 行政
拉沃利讷迪乌的邮政编码为88640，INSEE市镇编码为88263。

## 政治
拉沃利讷迪乌所属的省级选区为布吕耶尔县。

## 人口

1962-2008年间拉沃利讷迪乌人口变化图示

拉沃利讷迪乌于2022年1月1日时的人口数量为207人。